# خوسيه خوسيه
خوسيه رومولو سوسا أورتيز (José José)  (ولد في 17 فبراير 1948)، المعروف باسم خوسيه خوسيه José José، هو مغني مكسيكي، وموسيقي وممثل. خوسيه في عائلة من الموسيقيين، في مكسيكو سيتي، وبدأ مسيرته الموسيقية في أوائل سن المراهقة بالعزف على الإيتار والغناء.

انضم بعد ذلك إلى موسيقى الجاز وبوسا نوفا الثلاثي bossa nova trio حيث غنى وعزف bass و double bass. وجد خوسيه نجاحا كفنان منفرد في أوائل السبعينيات. ظهرت قوتهالصوتية مع الأداء المدهل لأغنية " El Triste" في مهرجان الموسيقى اللاتينية الذي عقد في مكسيكو سيتي في عام 1970، وارتفعت شهرته اللاتينية خلال هذا العقد.
بعد أن حقق الاعتراف باعتباره balladeer, حصل علي أشاده عالميه من النقاد الموسيقيين ووسائل الاعلام.

في الثمانينات، بعد توقيعه مع Ariola Records، ارتفع خوسيه إلى مكانة دولية كأحد أكثر الفنانين اللاتينيين شعبية وموهوبه. ألبومه Secretos في 1983؛ باع أكثر من 7 ملايين وحدة. مع عدد كبير من الزيارات الدولية، حصل على العديد من الترشيحات لجائزة غرامي والاعتراف به في جميع أنحاء العالم.
باع في أماكن مثل Madison Square Garden و Radio City Music Hall. ووصلت موسيقاه إلى دول غير ناطقة بالإسبانية مثل اليابان وإسرائيل وروسيا. خوسيه أيضا ممثل، قام ببطولة في أفلام مثل Gavilán o Paloma و Perdóname Todo.

المعروف أيضا في عالم الغناء باسم El Príncipe de la Canción، أدائه وأسلوبه الصوتي أثرت على العديد من فنانين البوب اللاتينيين في مهنة امتدت لأكثر من أربعة عقود. وبسبب غناءه وشعبيته، يعتبر خوسيه خوسيه من قبل جمهور ووسائط الإعلام اللاتينية كرمز لموسيقى البوب اللاتينية وأحد أكثر المطربين المكسيكيين شهرة في عصره.

## السيرة الداتية
ولد خوسيه روموليو سوسا اورتيز في 17 شباط/فبراير 1948 في ازكابوزكو، بمدينة مكسيكو. لقد تربي في عائله كاثوليكية من الموسيقيين الموهوبين وكان والده، خوسيه سوسا اسكيفل، وهو operatic tenor وأمه، مارغريتا اورتيز.
وكان عازف بيانو كلاسيكي؛ ولم يحقق الكثير من النجاح. عندما بدأ خوسيه لإظهار الرغبة في الغناء، حاولوا تثبيطه والادعاء بأنه من الصعب جدا ان يكون ناجح. في 1963، عندما كان عمره خمسه عشر عاما، قدمت له والدته البيانو الأول. وفي العام نفسه، هجر والده المدمن الكحولي الأسرة وأجبر خوسيه علي العمل لمساعدة أمه وشقيقه الأصغر.

## بدايته الفنية

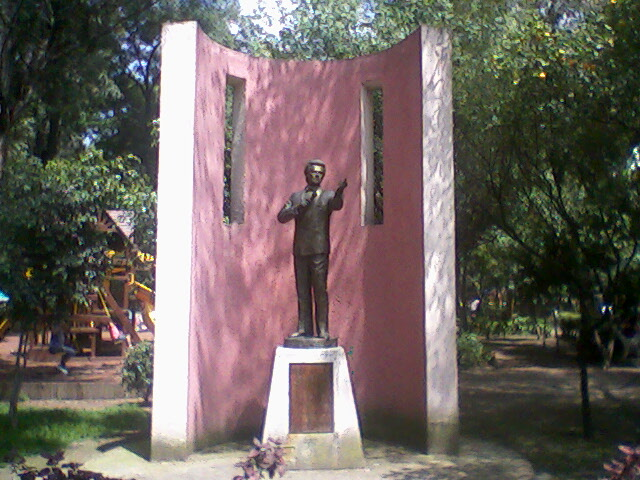
تمثال خوسيه خوسيه في مكسيكو سيتي

في أوائل سن المراهقة، بدأ خوسيه محاولاته ليصبح مغني. بدأ حياته المهنية مع موسسيقي سيرينادس. في وقت لاحق، قال انه شارك في تأسيس فرقة لوس بيج Los PEG، الذي غنى وعزف فيها الإيتار. لعبت الفرقة في أماكن الجاز الكبرى في مكسيكو سيتي حيث الموسيقيين بما في ذلك ديزي جيليسبي، إيرول غارنر، أنطونيو كارلوس جوبيم وجواو جيلبرتو كانو يقدمون عروضهم.
في عام 1967، وتطلع إلى الغناء منفردا، وقع عقدا لإنتاج اثنين أغاني فردية تحت اسم "Pepe Sosa". و "El mundo" (للمغني الإيطالي جيمي فونتانا) و "Ma Vie" ولكن لم تلقى نجاح. عاد خوسيه إلى التقديم مع فرقة لوس بيج في النوادي الليلية.ثم غادر لوس بيج، وأخذ الاسم الفني «خوسيه خوسيه» تكريما لوالده، الذي توفي مؤخرا من إدمان الكحول.
ضم اسمه الأول «خوسيه» مع اسم والده الأول - أيضا خوسيه - الذي يقول انه ورث صوته. وقع عقدا مع RCA Victor وسجل أول ألبوم له: خوسيه خوسيه (المعروف أيضا باسم كويدادو Cuidado). عرض الألبوم أغاني الفنانين روبن فونتس Rubén Fuentes وأرماندو مانزانيرو Armando Manzanero.. وقد رتبها ماريو باترون Mario Patrón، الذي اعتبر أفضل موسيقي لموسيقى الجاز في المكسيك، واستخدم العازف والملحن البرازيلي مايوتو كوريا Mayuto Correa، الذي كان في مكسيكو سيتي يعزف مع نجوم موسيقى بوسا نوفا جواو جيلبرتو João Gilberto، كارلوس ليرا Carlos Lira, ليني أندريد Leny Andrade وتامبا الثلاثي Tamba Trio.
صوت الألبوم هو مزيج من موسيقى بوليروس boleros والقصص الرومانسية مع الجاز وموسيقى البوسا نوفا bossa nova .ألبومه الأول حصل على الثناء من النقاد ولكن لم يحقق الكثير من النجاح الشعبي.
بحلول أواخر عام 1960 ارتفعت شهرته كما كان بارز في العديد من البرامج التلفزيونية ويؤدي أغاني مباشرة.أغاني مثل "Una mañana" و "Cuidado"، حينا بدأ خوسيه في الحصول على اهتمام من الجماهير ووسائل الإعلام.
في أوائل عام 1970 أصدر أغنية "La nave del olvido" التي أصبحت أول نجاح كبير له في المكسيك وأمريكا اللاتينية؛  وسجل ألبومه الثاني: La Nave Del Olvido. وجاءت فرصة خوسيه الكبيرة في 25 مارس 1970، عندما مثل المكسيك في مهرجان الأغنية الدولي الثاني مهرجان la Canción Latina مع أغنية "El Triste" التي تلقت الإعجاب والتصفيق من أنجليكا ماريا، وألبرتو فازكيز، وماركو أنطونيو مونيز، والقضاة والمتفرجين في مسرح فيروكاريليرو في مكسيكو سيتي. حل خوسيه خوسيه في المركز الثالث الأمر الذي صدم الجمهور.
وبفضل نجاح "El Triste"، كان أسلوبه الشعبي الرومانسي المختلط مع صوت فريد جعله نجما كبيرا في المكسيك. بدأ جولته الدولية الأولى في زيارة لوس انجلوس وميامي وبورتوريكو وغواتيمالا وكوستاريكا والبرازيل والأرجنتين. لعب أدوارا رائدة في أفلام مثل Sueño de amor و La carrera del millón.
أجرى خوسيه حفلات موسيقية في مسرح Hollywood Palladium و Hollywood Bow في لوس أنجلوس بكاليفورنيا.
كان لديه عدد كبير من الزيارات الدولية والجولات في أمريكا اللاتينية عدة مرات خلال أوائل ومنتصف عام 1970.
في عام 1977، وقعت خوسيه عقدا مع Ariola Records وسجل ألبوم Reencuentro في لندن. وأدى الأغاني الفردية "El amar y el querer" و "Gavilán o paloma" مما زاد من شعبيته. خلال 1978 و 1979، حقق نجاحا هائلا مع ألبومات Volcán؛ لو باسادو، Lo Pasado, Pasado و Si Me Dejas Ahora.

## الحياة الشخصية
في عام 1970 بدأ علاقة مع مضيفة التلفزيون، الممثلة، آنا إيلينا نورينا Ana Elena Noreña، والمعروفة في الأعمال التجارية Anelأنيل. في ذلك العام انفصلا وتزوج ناتاليا Natalia "Kiki" Herrera ، انفصل عن هيريرا وعاد إلى أنيل بعد فترة وجيزة. طلق هيريرا في عام 1975 وتزوج آنيل في عام 1976.
كان لديهم طفلان: أولهما خوسيه فرانسيسكو الذي ولد في عام 1975، وابنتهما ماريسول إستريلا، ولدت في عام 1982.

## أعماله
| السنة     | العمل                     | الدور                 | ملاحظات                                         |
| --------- | ------------------------- | --------------------- | ----------------------------------------------- |
| 1971      | [Buscando Una Sonrisa]    |                       | Film                                            |
| 1972      | Un sueño de amor          | David Granados        | Film                                            |
| 1973      | La carrera del millón     |                       | Film                                            |
| 1977      | Variedades de media noche | Singer                | TV series, episode: "El principe de la canción" |
| 1983      | Los secretos de José José | Himself               | Film                                            |
| 1984      | Siempre en domingo        |                       | Film                                            |
| 1985      | Gavilán o Paloma]         | José Sosa "José José" | Film                                            |
| 1988      | Sabor a mí                |                       | Film                                            |
| 1995      | [Perdóname Todo]          |                       | Film                                            |
| 2005      | Sueño                     | Mystery Musician      | Film                                            |
| 2006      | Double Tap]               | Mob Leader            | Film                                            |
| 2006–2007 | [La fea más bella]        | Erasmo Padilla        | TV series; Co-lead role                         |
| 2007      | Objetos perdidos          | Singer                | TV series; episode: "Objeto 1"                  |
| 2009      | [Melate el corazon]       | Himself               | Film                                            |

### ألبومات
| السنة | العمل                           | النوع               |
| ----- | ------------------------------- | ------------------- |
| 1967  | Los PEG]                        | RVV EP1 (México)    |
| 1967  | Anina y Pepe Sosa]              | Orfeon (México)     |
| 1969  | Cuidado]                        | RCA (México)        |
| 1970  | La Nave del Olvido]             | RCA (México)        |
| 1970  | El triste]                      | RCA (México)        |
| 1971  | Buscando una sonrisa]           | RCA (México)        |
| 1972  | De pueblo en pueblo]            | RCA (México)        |
| 1972  | Cuando tú me quieras]           | RCA (México)        |
| 1973  | Hasta que vuelvas]              | RCA (México)        |
| 1974  | Vive]                           | RCA (México)        |
| 1975  | Tan cerca... Tan lejos]         | RCA (México)        |
| 1976  | El príncipe]                    | RCA (México)        |
| 1977  | Reencuentro]                    | Ariola (México)     |
| 1978  | Volcán]                         | Ariola (México)     |
| 1978  | Lo pasado, pasado]              | Ariola (México)     |
| 1979  | Si me dejas ahora]              | Ariola (México)     |
| 1980  | Amor, amor]                     | Ariola (México)     |
| 1981  | Romántico]                      | Ariola (México)     |
| 1981  | Gracias]                        | Ariola (México)     |
| 1982  | Mi vida]                        | Ariola (México)     |
| 1983  | Secretos]                       | Ariola (México)     |
| 1984  | Reflexiones]                    | Ariola (México)     |
| 1985  | Gavilán o paloma]               | Ariola (México)     |
| 1985  | Promesas]                       | Ariola (México)     |
| 1986  | Siempre contigo]                | Ariola (México)     |
| 1987  | Soy así                         | Ariola (México)     |
| 1988  | Sabor a mí                      | Ariola (México)     |
| 1989  | ¿Qué es el amor?                | BMG Ariola (México) |
| 1990  | En las Buenas... y en las Malas | BMG Ariola (México) |
| 1992  | 40 y 20                         | BMG Ariola (México) |
| 1994  | Grandeza mexicana               | BMG (México)        |
| 1995  | Mujeriego                       | BMG (México)        |
| 1997  | Tesoros                         | BMG (México)        |
| 1998  | Y algo más                      | BMG (México)        |
| 1998  | Distancia                       | BMG (México)        |
| 2001  | Tenampa                         | BMG (México)        |

### ألبومات Gold و Platinum
- "La Nave Del Olvido" -Gold and Platinum
- "El Triste" -Gold and Platinum
- "Reencuentro" -Double Gold and Platinum
- "Volcán" -Double Gold and Platinum
- "Lo Pasado, Pasado" -Double Gold and Platinum
- "Si Me Dejas Ahora" -Double Gold and Platinum
- "Super Exitos Vol. 1" -Gold
- "Amor Amor" −5 Gold and double Platinum
- "Romántico" −6 Gold and Double Platinum
- "Mi Vida" −6 Gold and Double Platinum
- "Secretos" -Double Platinum
- "Secretos" -Platinum (Central America)
- "Secretos" -Gold (Peru)
- "Secretos" -Gold (Argentina)
- "Secretos" -Gold (Dominican Republic)
- "Secretos" -Gold (Colombia)
- "Secretos" -Platinum (Colombia)
- "Promesas" -Platinum
- "Reflexiones" -Platinum
- "Siempre Contigo" -Platinum
- Soy Así" -Gold
- "Qué es el Amor?" -Triple Gold
- "En las Buenas... y en las Malas" -Gold
- "Qué Es El Amor?" -Platinum (5 in Venezuela)
- "40 Y 20" -Platinum and Gold
- "Grandeza Mexicana" -Gold
- "Mujeriego" -Double Gold and Platinum
- "Tesoros" -Gold
- "Distancia" -Gold

### مجموعات
| السنة | العمل                                                | النوع                              |
| ----- | ---------------------------------------------------- | ---------------------------------- |
| 1982  | 20 Triunfadoras de José José                         | أريولا ‏ (México)                   |
| 1987  | Ayer, hoy y siempre: José José                       | أريولا ‏ (México)                   |
| 1988  | Éxitos, Vol.1                                        | أريولا ‏ (México)                   |
| 1988  | Romántico, Vol.2                                     | أريولا ‏ (México)                   |
| 1988  | Frente a Frente: Marco Antonio Muniz y José José     | أريولا ‏ (México)                   |
| 1989  | Éxitos, Vol.2                                        | أريولا ‏ (México)                   |
| 1990  | 15 éxitos                                            | BMG Ariola (México)                |
| 1990  | 15 románticas en la voz de José José                 | Ariola (México)                    |
| 1990  | 25 Aniversario (Volúmenes 1 y 2)                     | BMG Ariola (México)                |
| 1991  | Bodas de plata del Príncipe de la Canción            | Bertelsmann de México S.A. de C.V. |
| 1992  | 15 Éxitos de oro                                     | RCA Records Label                  |
| 1992  | Serie 20 Éxitos                                      | Ariola                             |
| 1994  | Boleros                                              | T.H. Rodven                        |
| 1996  | Serie platino                                        | BMG (México)                       |
| 1997  | Serie platino, Vol.2                                 | BMG (México)                       |
| 1997  | Tesoros                                              | BMG (México)                       |
| 1998  | 35 Aniversario                                       | BMG (México)                       |
| 1998  | Serie retratos                                       | Madacy Latino                      |
| 1998  | Y algo más                                           | BMG (México)                       |
| 1999  | Lo mejor de lo mejor                                 | BMG (México)                       |
| 1999  | Colección original                                   | Sony International                 |
| 2000  | Serie 2000                                           | RCA International                  |
| 2002  | Todo éxitos de José José                             | Líderes Ent. Group                 |
| 2002  | 3 voces y un maestro – Canciones de Manuel Alejandro | BMG Music                          |
| 2003  | Definiendo José                                      | Sony International                 |
| 2003  | 40 Aniversario (Volúmenes 1,2,3 y 4)                 | BMG (México)                       |
| 2004  | Best of: Jose Jose, Ultimate Collection              | Sony International                 |
| 2004  | Personalidad: 20 éxitos                              | BMG Entertainment                  |
| 2005  | Originales: 20 éxitos                                | BMG (México)                       |
| 2005  | Lo mejor en tríos                                    | Sony U.S. Latin                    |
| 2005  | 20 Inolvidables                                      | Univision Music Group              |
| 2005  | Tres trovadores                                      | Sony U.S. Latin                    |
| 2005  | Las número uno                                       | Sony Music                         |
| 2006  | La historia del príncipe                             | BMG (México)                       |
| 2007  | Mis Duetos                                           | Sony – BMG (México)                |
| 2008  | El príncipe y el bolero                              | Sony – BMG (México)                |
| 2008  | José José: Para ti                                   | Sony U.S. Latin                    |
| 2009  | Lo esencial de José José                             | Sony Music Entertainment           |
| 2009  | Dos Clásicos                                         | Sony Music Entertainment           |
| 2010  | Recupera tus clásicos (Volúmenes 1 y 2)              | Sony Music Entertainment           |
| 2010  | Guitarra y sentimiento                               | Sony Music Entertainment           |
| 2011  | Mis favoritas                                        | Sony U.S. Latin                    |
| 2011  | Frente a Frente: José José y Cristian Castro         | Sony Music México                  |
| 2012  | El Romántico, El Príncipe                            | Sony Music Latin                   |
| 2013  | Frente a Frente: José José y Leo Dan                 | Sony U.S. Latin                    |
| 2013  | Frente a Frente: José José y Marco Antonio Muñiz     | Sony U.S. Latin                    |
| 2014  | Sólo para mujeres                                    | Sony U.S. Latin                    |

### دويتو Studio duets
| السنة        | الأغنية                      | الفنان                                            |
| ------------ | ---------------------------- | ------------------------------------------------- |
| 1968         | "Adiós"                      | Libertad Lamarque ليبرتاد لامارك                  |
| 1975         | "Tiempo"                     | Marco Antonio Muñiz ماركو أنطونيو مونيز           |
| 1978         | "Cruz de olvido"             | Marco Antonio Muñiz ماركو أنطونيو مونيز           |
| 1982         | "Te quiero así"              | Lani Hall لاني هول                                |
| 1984         | "Voy a apagar la luz"        | Gina Romand جينا روماند                           |
| 1985         | "Por ella"                   | José Feliciano خوسيه فيليسيانو                    |
| 1988         | "Mi Orgullo"                 | Carmen Salinas كارمن ساليناس                      |
| 1988         | "Es tan lindo"               | José Joel y Angélica Vale خوسيه جويل وأنجليكا فيل |
| 1990         | "Hay un mañana"              | Valeria Lynch فاليريا لينش                        |
| 1994         | "La fuerza de la sangre"     | José Joel خوسيه جويل                              |
| 1994         | "José y Manuel"              | Manuel Alejandro مانويل أليخاندرو                 |
| 1995         | "Te quiero así"              | Alejandra Avalos أليخاندرا أفالوس                 |
| 1995 or 1996 | "Dos corazones amigos"       | José Guadalupe Esparza خوسيه غوادالوب إسبارزا     |
| 1996         | "Déjame conocerte"           | Paul Anka بول أنكا                                |
| 1998         | "Entre la espada y la pared" | Pimpinela                                         |
| 1998         | "El triste"                  | Raúl Di Blasio راؤول دي بلاسيو                    |
| 1998         | "Lo sé"                      | José Alfredo Fuentes خوسيه ألفريدو فونتس          |
| 2001         | "Cómo hacer para olvidar"    | Juan Gabriel خوان غابرييل                         |
| 2001         | "¿Qué ganaste corazón?"      | Juan Gabriel خوان غابرييل                         |
| 2007         | "Aunque vivas con él"        | Reyli رايلي                                       |
| 2007         | "E-Mail Me                   | Sarita Sosa ساريتا سوسا                           |
| 2008         | "Volver a creer"             | Yanni ياني                                        |

## وصلات خارجية
- خوسيه خوسيه على موقع IMDb (الإنجليزية)
- خوسيه خوسيه على موقع ميوزك برينز (الإنجليزية)
- خوسيه خوسيه على موقع أول ميوزيك (الإنجليزية)
- خوسيه خوسيه على موقع ديسكوغز (الإنجليزية)
- خوسيه خوسيه على موقع ديسكوغز (الإنجليزية)
- خوسيه خوسيه على موقع قاعدة بيانات الفيلم (الإنجليزية)
- خوسيه خوسيه على موقع كينوبويسك (الروسية)